# Jean-François Debat

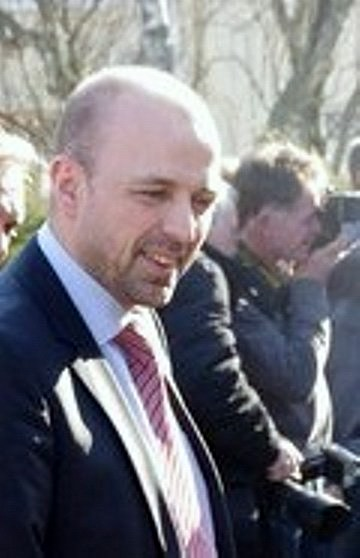
Jean-François Debat (2012)

Jean-François Debat (* 24. Januar 1966 in Lyon) ist ein französischer Politiker. 
Das PS-Mitglied ist Bürgermeister von Bourg-en-Bresse. Im Regionalrat Auvergne-Rhône-Alpes leitet er die Gruppe seiner Partei. In den 2010er Jahren war er PS-Schatzmeister.